# Кицкий, Фердинанд Онуфрий
Фердинанд Онуфрий Кицкий (пол. Ferdynand Onufry Kicki; 8 июля 1721, Голимин вблизи Цеханова в Мазовии — 1 февраля 1797, Оброшино близ Львова , Габсбургская монархия) — польский католический иерарх, римско-католический епископ, вспомогательный епископ Львовский, затем епископ-коадъютор Львовский (1778—1780) и архиепископ митрополит Львовский в 1780—1797 годах. Глава Капитула Краковского собора Архиепархии Кракова (1771—1797). Сенатор Речи Посполитой.

## Биография
Шляхтич герба Гоздава. Родился в богатой семье. В молодости пытался заняться военной карьерой. До 1747 года служил в саксонской армии, дослужившись до звания капитана, однако в возрасте 26 лет избрал путь духовного служения, поступив в семинарию миссионеров-лазаристов в Варшаве.
В 1747 году стал кафедральным каноником во Влоцлавке, хотя рукоположён в священники был только 23 мая 1750 г. В 1764 году назначен каноником Львовского капитула. С 1771 по 1778 год служил настоятелем соборного прихода в Кракове.
В 1777 г. назначен епископом-помощником Львовской архиепископии, в 1778 г. —епископ-коадъютор Львовским. В 1780—1797 годах — архиепископ митрополит Львовский.
Был членом полномочной комиссии во Львове, созданной в 1790 г. для заключения договоров с императором Священной Римской империи Леопольдом II Габсбургом. Был также членом Четырехлетнего сейма.
Умер и похоронен в Оброшино близ Львова.